# オレたちのヒロイン
オレたちのヒロインは、MBSラジオで2003年10月4日から2004年9月25日まで放送されていたラジオ番組。

## 概要
2003年3月まで放送していた「オレたちやってま～す」の後継番組である。竹書房の一社提供。
極楽とんぼ加藤、よゐこ有野、若槻千夏、FLAMEが毎回旬のアイドルをゲストに迎え、それぞれの持つ独自のアイドル論を語る。
同時期に「オレたちヒーロー」、「ヤングパーク」が放送開始。「オレたちヒーロー」とはなんばパークスバレンタイン公開録音、「ヤングパーク」とはオーサカキング合同公開録音をするなど、様々な連動企画を行った。
後に「ヤングパーク」のみが残り、出演者の半数は同番組のメンバーとなる。

## 出演者
- 加藤浩次(極楽とんぼ)
- 有野晋哉(よゐこ)
- 若槻千夏
- 金子恭平(FLAME) (2003年10月 - 2004年3月)
- 伊﨑右典(FLAME) (2004年4月 - 2004年9月)

## 放送時間
- 毎週土曜日21:25 - 21:55 (2003年10月 - 2004年3月)
- 毎週土曜日23:30 - 翌0:00 (2004年4月 - 2004年9月)

## コーナー
オープニング
極楽とんぼ加藤とよゐこ有野が2人だけで1週間にあったことを報告するコーナー。
芸能界勝手にイメージランキング
リスナーのイメージで、勝手に芸能人をランキングしちゃうコーナー。
ゲストコーナー カトちゃんの部屋
毎回、旬のグラビアアイドルが登場。10問のマシンガンクエスチョンを通じて極楽とんぼ加藤がそのアイドルの素顔を浮き彫りにしていくコーナー。
エンディング
普通のおたより紹介やプロデュースしたいことを紹介するコーナー。